# Passiflora trochlearis
Passiflora trochlearis är en passionsblomsväxtart som beskrevs av Peter M. Jorgensen. Passiflora trochlearis ingår i släktet passionsblommor, och familjen passionsblomsväxter. Inga underarter finns listade i Catalogue of Life.